# Splendrillia alabastrum
Splendrillia alabastrum é uma espécie de gastrópode do gênero Splendrillia, pertencente a família Drilliidae.